# Force 5

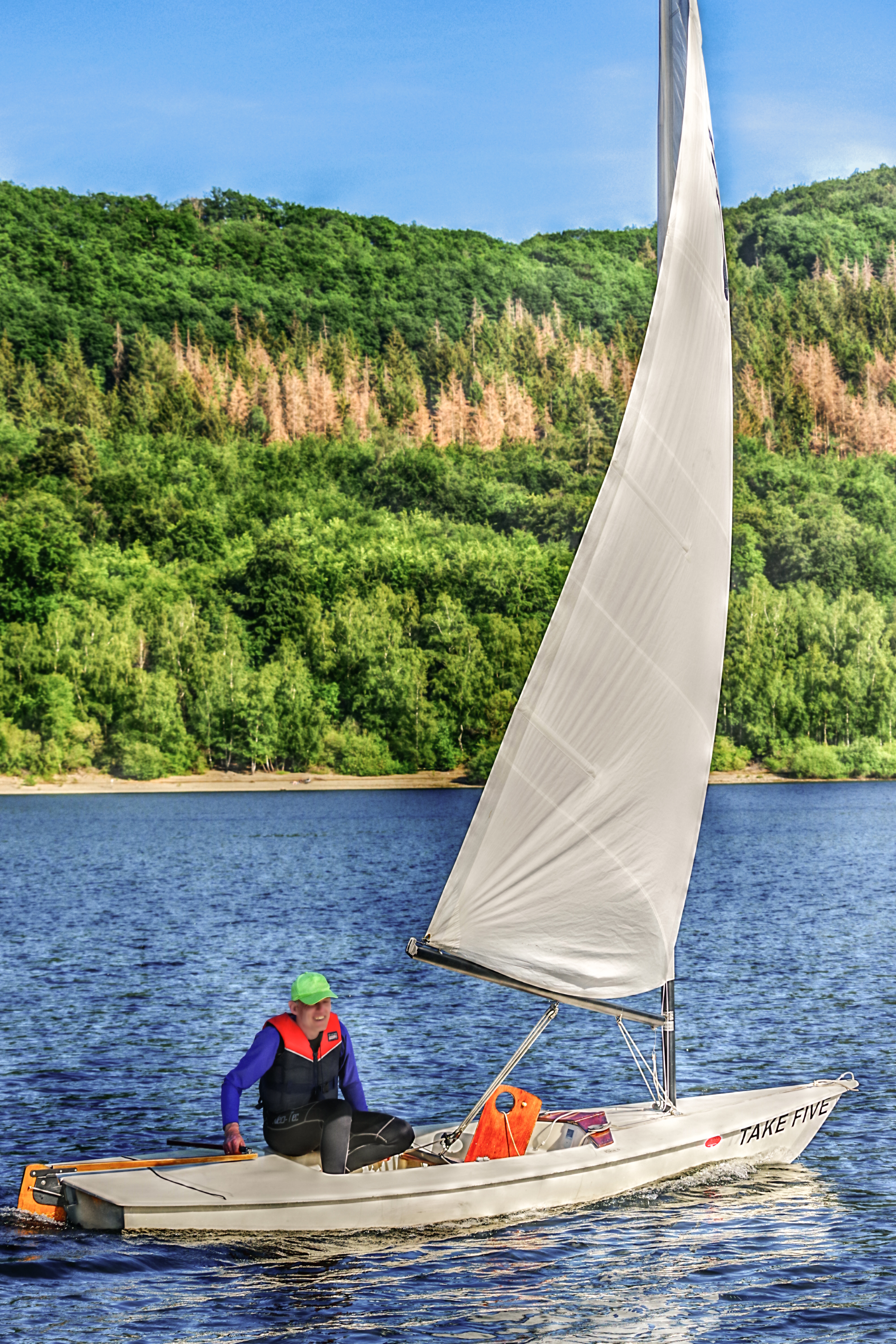
Force 5

Die Force 5 ist eine Einhandjolle, die in den USA in Long Island, New York von Weeks Yacht Yard als Einheitsklasse gebaut wird. Außerhalb der USA ist das Boot wenig verbreitet. Es ähnelt dem sehr viel bekannteren Laser, unterscheidet sich von diesem aber durch die Knickspantrumpfform und durch erweiterte Trimmmöglichkeiten sowie durch eine etwas größere Plicht, so dass auf dem Boot auch zwei Personen Platz finden können. Bisher wurden ca. 15.000 Einheiten gebaut.

## Geschichte
Die Force 5 wurde 1972 von Fred Scott und Jack Evans für die Firma AMF Alcort entworfen. Gefertigt wurde die Force 5 und der noch bekanntere Sunfish von AMF in zunehmenden Stückzahlen und in den 1970er Jahren waren Boot und Klasse in den USA sehr beliebt. Die Force 5 hatte 1973 einen empfohlenen Listenpreis von $ 849,00. 1974 galt es als die am schnellsten wachsende Einheitsklasse in den Vereinigten Staaten. Bis 1989 wurden über 12.000 Einheiten gebaut, doch dann wurde Pearson Small Boats, zu der Zeit im Besitz von AMF, von dem Unternehmen SLI aufgekauft, das auch die Rechte für den Laser besaß. Da sich die Boote ähnelten, konzentrierte man sich auf nur ein Modell. Der Laser setzte sich durch und die Produktion von Force 5-Booten wurde einstellt. Seit 1993 werden Force 5 von Weeks Yacht Yard in Patchogue in der Great South Bay von Long Island produziert.

## Rigg
Die Force 5 verfügt über vollständige  Trimmmöglichkeiten, einschließlich Cunningham, Unterliekstrecker, Baumniederholer und Traveller. Zur Befestigung am Mast befindet sich am Vorliek eine sogenannte Masttasche, mit der das Segel einfach auf den dreiteiligen Aluminiummast gefädelt wird.  Ein optional erhältliches kleineres Segel, mit einer Segelfläche von 5,76 m², wird für Personen mit Körpergewicht unter 84 kg empfohlen. Ruder und Schwert sind aus lackiertem Mahagoni, aber auch aus glasfaserverstärktem Kunststoff erhältlich.

## Yardstickzahl
Da die Force 5 in Europa wenig bekannt ist, existiert keine vom Deutschen Segler-Verband herausgegebene Yardstickzahl. Eine Regatta bei der Laser und Force 5 teilnehmen, könnte die amerikanische Portsmouth Yardstickzahl anwenden, die für beide Typen bekannt ist. Dort hat die Force 5 einen Wert. der um den Faktor 1,0472 höher liegt als der des Laser. Wenn man dieses Verhältnis auf die Yardstickzalen des DSV überträgt, ergibt sich rechnerisch im Vergleich zum Laser (DSV Yardstick 113) hilfsweise eine Yardstickzahl von 118,3 beim Standardsegel bzw. 127,7 beim kleineren 5,76 m² Segel.

## Bedeutung des Bootsnamens und des Klassenzeichens
„Beaufort Force 5“ bedeutet übersetzt „Windstärke 5“. Das Klassenzeichen ist dem Wetterkartensymbol für Windfstärke 5 nach der Beaufortskala entlehnt.
  Wetterkartensymbol für Windstärke 5 aus Richtung 30° (≈ Nord-Ost)